# Guo Dongling
Guo Dongling (* 13. Dezember 1973) ist eine ehemalige chinesische Skilangläuferin.
Guo startete international erstmals bei den Nordischen Skiweltmeisterschaften 1993 in Falun. Dort belegte sie den 68. Platz über 5 km klassisch, den 62. Rang in der Verfolgung und den 58. Platz über 15 km klassisch. Bei den Winter-Asienspielen 1996 in Harbin gewann sie die Bronzemedaille über 10 km Freistil und die Goldmedaille mit der Staffel. Im folgenden Jahr belegte sie bei der Winter-Universiade in Muju den 17. Platz über 10 km klassisch und den zehnten Rang über 15 km Freistil. Bei den Olympischen Winterspielen 1998 in Nagano lief sie auf den 72. Platz über 5 km klassisch, auf den 65. Rang in der Verfolgung und auf den 55. Platz über 15 km klassisch. Ihre letzten internationalen Rennen absolvierte sie bei den Winter-Asienspielen 1999 in Gangwon. Dort errang sie den 12. Platz über 10 km Freistil und holte zudem die Bronzemedaille mit der Staffel.